# 樋口新葉
樋口 新葉（ひぐち わかば、英語: Wakaba Higuchi、2001年1月2日 - ）は、日本のフィギュアスケート選手（女子シングル）。2022年北京オリンピック団体戦銀メダリスト、個人戦4位入賞。2018年世界選手権銀メダリスト。

## 人物
開智日本橋学園中学校および日本橋女学館高校を卒業。2019年に明治大学に入学し、2023年に同大学を卒業した。元フィギュアスケート選手でボートレーサーの平川香織とは同じ中学校・高校の同学年で、同じクラスになったこともあった。
「新葉」という名前は、2001年1月2日という「新世紀の始まり」に生まれたことに由来しており、友人からは「ばっちょ」と呼ばれている。特技は縄跳びの三重跳び。また、50メートルを7秒1で走る。血液型はA型。
3歳の時に母親の勧めでスケートを始めた。4歳時から樋口を指導する岡島功治コーチからは、「身のこなしが天性のもの」と評されている。性格はしっかり者である一方で「試合に負けたら、家に帰って1時間くらい荒れている」「ありえないミスをすると悔しさで泣いてしまうんですよ」と言うほど負けず嫌いでアスリート気質な面も持っている。
同学年の坂本花織と仲が良く、試合の前には談笑して緊張をほぐし合ったりしている。他競技のアスリートでは競泳の池江璃花子、卓球の平野美宇と仲が良く、プライベートで3人で遊びに行くこともあるという。
幼少期のころから東京ヤクルトスワローズの大ファンである。

## 経歴

### ノービス時代
2010–2011シーズン、初めてとなる全日本ノービス選手権のBクラスに出場し12位。
2011–2012シーズン、全日本ノービス選手権ではBクラスで3位となりノービス強化選手に選ばれた。翌2012年4月、初めての海外公式戦となる2012年ガルデナスプリング杯ノービスクラスに出場し優勝。
2012–2013シーズン、全日本ノービス選手権Aクラスで2位となり、11歳で全日本ジュニア選手権に推薦出場し7位となる。
2013–2014シーズン、全日本ノービス選手権Aクラスで優勝。推薦出場した全日本ジュニア選手権ではショートプログラム19位からフリースケーティング（フリー）で6位と順位を上げ、総合で8位となる。また、このシーズンはNHK杯や世界選手権のエキシビションに特別招待され出演した。

### 世界ジュニア選手権2年連続銅メダル
2014–2015シーズン、初戦のアジアフィギュア杯のジュニアクラスで優勝。初参戦となったジュニアグランプリシリーズのチェコスケートに出場し、エフゲニア・メドベージェワに続いて2位に入る。続くB.シュベルター杯では、21世紀生まれの選手では初のジュニアグランプリ優勝を果たした。全日本ジュニア選手権では、ショートプログラム、フリーともに首位となり初優勝を飾る。初出場となったジュニアグランプリファイナルではショートプログラム5位からフリーで巻き返し、総合で3位に入った。ジュニアグランプリファイナルで日本人が表彰台に立つのは、2009年の村上佳菜子以来5年ぶりである。ジュニアから推薦出場した全日本選手権では、初出場にして3位となり新人賞を受賞する。中学2年生での表彰台は2004年大会の浅田真央以来であった。世界ジュニア選手権ではショートプログラム、フリーともに自己ベストを更新して銅メダルを獲得した。

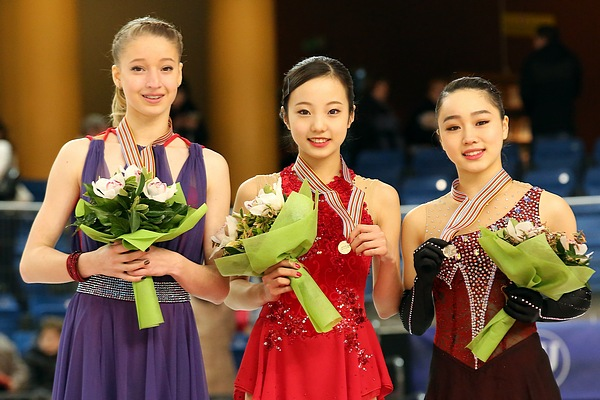
2016年世界ジュニア選手権

2015–2016シーズン、ジュニアグランプリ初戦のオーストリア杯ではショートプログラムでジャンプのミスが響き8位と出遅れてしまい、フリーで4位、総合5位に終わった。この大会のフリーでは当時イリーナ・スルツカヤ、安藤美姫、アデリナ・ソトニコワ、同シーズンに成功させた青木祐奈の4人しか成功していない3回転ルッツ+3回転ループのコンビネーションを成功させ、史上5人目の快挙となった。続くクロアチア杯では本田真凜に続いて2位で入賞するも、2年連続のジュニアグランプリファイナル進出は叶わなかった。全日本ジュニア選手権では2連覇を達成、全日本選手権では前年より順位を上げ、銀メダルを獲得した。世界ジュニア選手権ではショートプログラム5位と出遅れたが、フリーではショートプログラムで転倒があった3回転ルッツ+3回転トウループを演技後半に成功させるなどで巻き返し自己ベストを更新、2年連続の総合3位となった。

### シニアデビュー
2016–2017シーズン、シニアに転向。初戦のロンバルディア杯で優勝する。グランプリシリーズに初参戦し、フランス杯では3位となるとなるものの、NHK杯では4位に終わり、グランプリファイナル進出とはならなかった。全日本選手権では宮原知子に次ぐ2年連続の2位に入り、世界選手権代表に選出された。四大陸選手権はジャンプにミスが相次ぎ総合9位に留まった。翌2018年2月開催の平昌オリンピック・女子シングル出場枠の掛かった世界選手権では、ショートプログラムで日本女子最高の9位につけるも、フリーでジャンプのミスがあり総合11位に留まった。その結果、日本女子上位2人の順位合計は5位の三原舞依と合わせて「16」となり、3枠獲得条件の「13」以下を満たせず、平昌オリンピック女子シングルの日本代表枠は前回大会の「3」から「2」に減少となった。世界国別対抗戦ではショートプログラムで自身初の70点超えとなる71.41点を記録し5位、フリーで当時日本女子歴代2位の145.30点を記録し3位、合計でも216.71点と自己ベストを更新し、日本チームを3大会ぶりの優勝へ導いた。

### 平昌オリンピック落選・世界選手権銀メダル
2017–2018シーズン、初戦のロンバルディア杯でショートプログラム、総合と自己ベストを更新し2位。グランプリシリーズ初戦のロステレコム杯では3位となる。2戦目の中国杯では、ショートプログラム・フリーともに大きなミスなくまとめ2位。獲得ポイント24点で自身初のグランプリファイナルの出場権を獲得した。グランプリファイナルではショートプログラムでミスを最小限にとどめ首位と僅差の5位につけるものの、フリーのジャンプでミスが相次ぎ6位、総合でも6位に終わった。

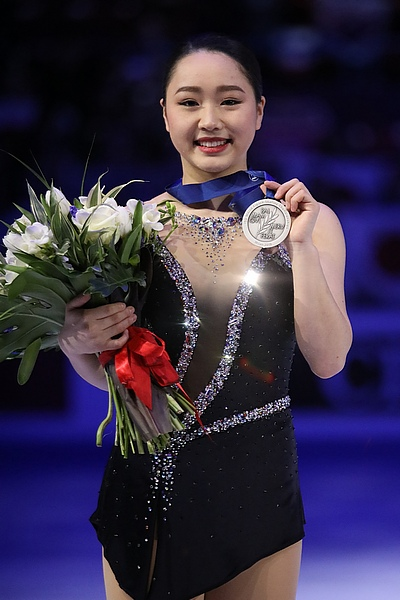
銀メダルを獲得した2018年世界選手権

平昌オリンピックの最終代表選考会となる全日本選手権において、ショートプログラムでは2回転アクセルが1回転となるジャンプミスが響いて4位に。翌日の公式練習中、ジャンプの着氷時に右足首を故障、フリーは痛み止めを服用して出場した。怪我の影響もあってか、3回転サルコウが2回転となる失敗が出るなど5位、総合でも4位に留まった。平昌オリンピックの代表選考では、シーズン前半で実績を残した樋口と、同大会で2位に入った坂本花織とで大きな議論を呼んだ。その結果、全日本選手権で上位の坂本が選出されたため五輪落選となり、樋口も悔しさの余り号泣したという。しかし、一方でこれまでの実績も評価されて、2年連続で世界選手権への派遣が決定。宮原と共に次年度世界選手権女子シングルの出場3枠の確保を託されることとなった。世界選手権は、ショートプログラムで3回転の連続ジャンプで転倒してしまい8位と出遅れたが、フリーでは完璧な演技を披露して2位入賞・自身同大会初の銀メダルを獲得。宮原も3位・銅メダル獲得で、次年度世界選手権女子シングルの日本代表は最大の3枠に復活となった。

### 3回転アクセルへの挑戦
2018–2019シーズン、初戦のオータムクラシックは総合5位。グランプリシリーズのスケートカナダではショートプログラムで2位の好位置につけたが、フリーはジャンプミスが響いて7位、総合6位に終わった。グランプリ2戦目のロステレコム杯は、以前から痛めていた右足甲の怪我が悪化のため欠場した。5年連続5回目の出場となった全日本選手権では、ショートプログラム4位・フリー7位の総合5位に留まり、自身3年連続3回目の世界選手権代表選出はならなかった。2月のチャレンジカップでは、フリーの演目を前シーズンの『スカイフォール』に戻し、総合3位に入った。
2019–2020シーズン、8月の時点で3回転アクセルをコンスタントに着氷できるようになったが、その直後に左足甲の関節を痛めてしまう。怪我が完治しない中で挑んだ初戦のロンバルディア杯では、ジャンプのミスが相次ぎ8位に終わった。4シーズン目となったグランプリシリーズの1戦目のスケートアメリカでは、ショートプログラムで怪我の影響を感じさせない演技で新ルール移行後初となる70点超えを記録した。フリーでは3つのジャンプで転倒などのミスが出て6位。総合でも181.32点で6位であった。2戦目のフランス杯でも回転不足をはじめとするジャンプのミスが多く出て174.12点で6位となり、2年ぶりのグランプリシリーズ表彰台とグランプリファイナル進出は叶わなかった。6年連続の出場となった全日本選手権では、ショートプログラムでコンビネーションジャンプが乱れて4位発進。フリーは、練習で成功させていた3回転アクセルは回避したものの、3回転フリップで着氷が乱れた以外はほぼノーミスの演技で138.51点、総合206.61点で3年ぶりの表彰台となる2位となった。2月の四大陸選手権では、フリー直前の6分間練習で3回転アクセルを着氷。本番では転倒したものの回転は認定され、樋口は「しっかり回り切れて転けたので、次につながる」と話した。3月の世界選手権は、新型コロナウイルスの感染拡大の影響により中止となったため、2年ぶりの世界選手権出場はかなわなかった。
2020–2021シーズン、10月のジャパンオープンで3回転アクセルに挑戦。着氷が乱れたものの、片足で降りることに成功した。初戦のNHK杯（非公認大会）、ショートプログラムでは3回転アクセルで転倒し2位。フリーでは、クオーター（4分の1回転不足）と判定されたものの、3回転アクセルを試合で初めて着氷した。結果はフリー4位、総合2位。全日本選手権でもショートプログラム・フリー共に3回転アクセルに挑んだもののどちらも失敗、その他のジャンプでもミスが続き、総合7位に終わった。

### 北京オリンピック

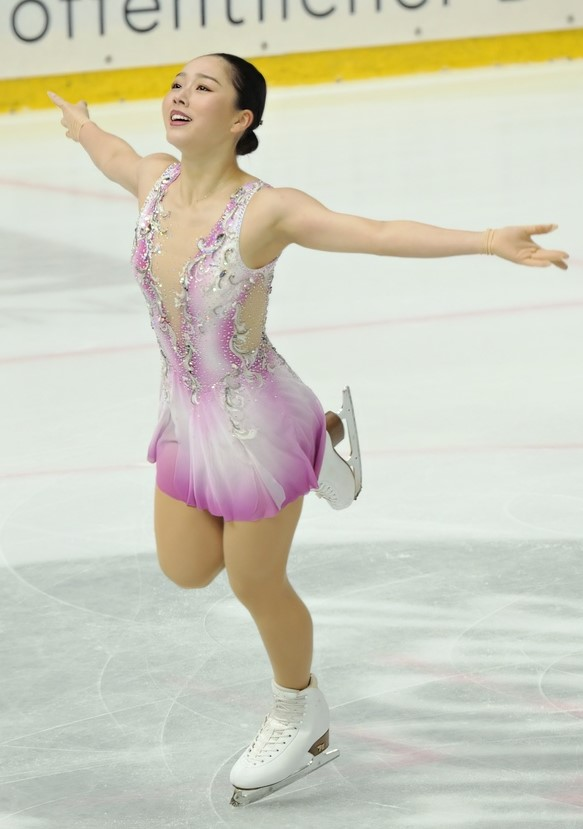
オーストリア杯での樋口

2021–2022シーズン、10月のジャパンオープンで3回転アクセルを完璧に成功させた。非公認大会ではあるものの、実戦で3回転アクセルに成功したのはこれが初であった。グランプリシリーズ1戦目となるスケートカナダのフリーでは、ISU公認の大会では自身初となる3回転アクセルを成功させた 。チャレンジャーシリーズのオーストリア杯ではショートプログラムで初めて3回転アクセルを成功させ、自己ベストの79.73点を記録した。グランプリ2戦目フランス杯のフリーでも、回転が僅かに足りなかったものの3回転アクセルを着氷し、自己ベストの141.04点をマーク、合計204.91点で3位となり、非公認大会となった昨年のNHK杯を除くと4年ぶりとなるグランプリシリーズの表彰台に上った。
オリンピックの最終代表選考会となる全日本選手権では、ショートプログラムで3回転アクセルを回避しミスのない演技で2位発進。フリーでは冒頭の3回転アクセルで着氷が乱れたものの、その後は大きなミス無くジャンプを成功させ総合2位となり、北京オリンピック代表、世界選手権代表に選出された。
2022年北京オリンピックの団体戦ショートプログラムでは、3回転アクセルを回避しミスのない演技を見せ、74.73点で2位。日本の団体初のメダル獲得に貢献した。個人戦ショートプログラムではプログラム冒頭の3回転アクセルを成功させ73.51点を記録、オリンピックで3回転アクセルを成功させた史上5人目の女子選手となった。さらに、フリーでも冒頭の3回転アクセルを成功させ、自己ベストに迫る140.93点を記録して6位、トータル214.44点で5位入賞となった。オリンピックの女子シングル個人戦においてショートプログラム・フリーともに3回転アクセルを成功させたのは、バンクーバーオリンピックの浅田真央以来史上2人目である。

### 怪我による休養と復帰
3月の世界選手権はショートプログラム・フリー共にミスが相次ぎ、総合11位に終わった。2022年4月22日、東京都内の明大駿河台キャンパスで行われた特別功労賞贈呈式後、樋口は報道陣の取材に応じ「2月の北京五輪から帰国した日に右すね外側に激しい痛みを覚え、世界選手権では万全ではない状態で臨んでいたこと及び、医師の診断を受けた結果、右すねの外側を疲労骨折していた」ことを明かした。
2022–2023シーズン、樋口はロンバルディア杯に出場。150.20点で9位となった。グランプリシリーズを前に控えた10月5日、日本スケート連盟（JSF）から、2022–23シーズンの全ての競技会の出場を断念し、休養に入ることが発表された。樋口はJSFからの休養発表と共に「しっかり充電して、もう一段階ステップアップした魅力溢れるスケートをお見せできればと思っております」とメッセージを発した。休養期間中はホノルルでのフルマラソンに挑戦した。
2023–2024シーズン、樋口は国内大会のアクアカップで競技復帰を果たした。国際大会初戦のグランプリシリーズフランス杯に出場し、190.02点で総合5位となった。続くNHK杯ではフリーで3回転アクセルに挑戦し、回転不足で転倒。他のジャンプはまとめ上げたものの、回転不足判定や終盤の転倒が響き、総合9位となった。全日本選手権では、ショートプログラムでジャンプの転倒があり、15位発進。フリーでは3回転アクセルの転倒や他のジャンプのミスが響き、総合12位となった。
2024–2025シーズン。グランプリシリーズ第1戦アメリカ大会でショートプログラムは66.12点で4位も、フリーで予定していた連続ジャンプが単発になるなどがありながら、スピンやステップで最高評価を獲得し、130.81点をマーク。合計196.93で逆転し、僅差の勝負を制し総合1位の金メダルを獲得、GPシリーズで初優勝を果たした。GPシリーズ第3戦フランス大会でもフリーで139.10の1位で総合2位になり、ファイナルへの進出を決めた。

## 技術・演技
「ジェット噴射が付いているよう」と形容されることもある、スピードが最大の武器である。さらに力強いジャンプも特徴的で、同じく豪快なジャンプが持ち味であった伊藤みどりも「私と樋口さんはパワフルさで一緒」と高く評価している。
3回転ジャンプ全6種類を跳ぶことができる。コンビネーションでは、史上5人目となる3回転ルッツ+3回転ループを成功させた ほか、3回転ルッツ+3回転トウループ、3回転フリップ+3回転トウループ、3回転トウループ+3回転トウループ、2回転アクセル+3回転トウループを成功させた。
フリップジャンプを苦手としており、踏切エラーで減点されることがある。また、サルコウも苦手としている。
2013年ごろから3回転アクセルの習得に向けて練習をスタートさせた。2017年世界国別対抗戦の公式練習では初めて3回転アクセルの着氷に成功した ものの、平昌オリンピックシーズンには挑戦を断念。2018年ごろから挑戦を再開し、2021年スケートカナダのフリースケーティングで3回転アクセルに初成功、2022年北京オリンピックでは個人戦ショートプログラムでプログラム冒頭の3回転アクセルを成功させ、オリンピックで3回転アクセルを成功させた史上5人目の女子選手となった。同大会のフリーでも冒頭の3回転アクセルを成功させている。
課題として樋口は精神力を挙げており、「緊張感に負けない精神力をつけたいです」と話している。

## 競技成績

### ISUパーソナルベストスコア
- SP - ショートプログラム、FS - フリースケーティング
- TSS - 部門内合計得点（英: Total segment score）は太字
- TES - 技術要素点（英: Technical element score）、PCS - 演技構成点（英: Program component score）

| 部門 | 種類 | 得点   | 大会                         |
| ---- | ---- | ------ | ---------------------------- |
| 総合 | TSS  | 214.44 | 2022年北京オリンピック       |
| SP   | TSS  | 79.73  | 2021年オーストリア杯         |
| SP   | TES  | 46.25  | 2021年オーストリア杯         |
| SP   | PCS  | 34.19  | 2022年北京オリンピック団体戦 |
| FS   | TSS  | 141.04 | 2021年フランス杯             |
| FS   | TES  | 73.80  | 2021年フランス杯             |
| FS   | PCS  | 69.26  | 2022年北京オリンピック       |

| 部門 | 種類 | 得点   | 大会                       |
| ---- | ---- | ------ | -------------------------- |
| 総合 | TSS  | 217.63 | 2017年ロンバルディア杯     |
| SP   | TSS  | 74.26  | 2017年ロンバルディア杯     |
| SP   | TES  | 40.86  | 2017年ロンバルディア杯     |
| SP   | PCS  | 34.18  | 2017年グランプリファイナル |
| FS   | TSS  | 145.30 | 2017年世界国別対抗戦       |
| FS   | TES  | 75.65  | 2017年世界国別対抗戦       |
| FS   | PCS  | 70.29  | 2018年世界選手権           |

### 主な戦績
- GP - ISUグランプリシリーズ
- CS - ISUチャレンジャーシリーズ

| 大会名                | 2016–17   | 2017–18 | 2018–19 | 2019–20 | 2020–21 | 2021–22 | 2022–23 | 2023–24 | 2024–25 | 2025–26 |
| --------------------- | --------- | ------- | ------- | ------- | ------- | ------- | ------- | ------- | ------- | ------- |
| オリンピック          |           |         |         |         |         | 4位     |         |         |         |         |
| 世界選手権            | 11位      | 2位     |         | 中止    |         | 11位    |         |         | 6位     |         |
| 四大陸選手権          | 9位       |         |         | 4位     |         |         |         |         | 5位     |         |
| GP ファイナル         |           | 6位     |         |         |         |         |         |         | 4位     |         |
| GP NHK杯              | 4位       |         |         |         | 2位     |         | 欠場    | 9位     |         | TBD     |
| GP スケートアメリカ   |           |         |         | 6位     |         |         |         |         | 1位     | TBD     |
| GP スケートカナダ     |           |         | 6位     |         |         | 6位     | 欠場    |         |         |         |
| GP 中国杯             |           | 2位     |         |         |         |         |         |         |         |         |
| GP フランス杯         | 3位       |         |         | 6位     |         | 3位     |         | 5位     | 2位     |         |
| GP ロステレコム杯     |           | 3位     | 欠場    |         |         |         |         |         |         |         |
| CS ロンバルディア杯   | 1位       | 2位     |         | 8位     |         |         | 9位     |         |         |         |
| CS オータムクラシック |           |         | 5位     |         |         |         |         |         |         |         |
| CS オーストリア杯     |           |         |         |         |         | 1位     |         |         |         |         |
| チャレンジカップ      |           | 1位     | 3位     |         |         |         |         |         |         |         |
| オリンピック団体戦    |           |         |         |         |         | 2位     |         |         |         |         |
| 世界国別対抗戦        | 1位 (3位) |         |         |         |         |         |         |         |         |         |
| ジャパンオープン      | 1位       |         |         |         | 1位     | 1位     |         |         |         |         |
| 全日本選手権          | 2位       | 4位     | 5位     | 2位     | 7位     | 2位     |         | 12位    | 3位     |         |

- JGP - ISUジュニアグランプリシリーズ
- J - ジュニアクラス
- N - ノービスクラス
- A - ノービスAクラス、B - ノービスBクラス

| 大会名               | 2010–11 | 2011–12 | 2012–13 | 2013–14 | 2014–15 | 2015–16 |
| -------------------- | ------- | ------- | ------- | ------- | ------- | ------- |
| 世界ジュニア選手権   |         |         |         |         | 3位     | 3位     |
| JGP ファイナル       |         |         |         |         | 3位     |         |
| JGP クロアチア杯     |         |         |         |         |         | 2位     |
| JGP オーストリア杯   |         |         |         |         |         | 5位     |
| JGP B.シュベルター杯 |         |         |         |         | 1位     |         |
| JGP チェコスケート   |         |         |         |         | 2位     |         |
| アジアフィギュア杯   |         |         | 2位 N   | 1位 N   | 1位 J   |         |
| チャレンジカップ     |         |         | 1位 N   | 1位 N   |         |         |
| ガルデナスプリング杯 |         | 1位 N   |         |         |         |         |
| 全日本選手権         |         |         |         |         | 3位     | 2位     |
| 全日本ジュニア選手権 |         |         | 7位     | 8位     | 1位     | 1位     |
| 全日本ノービス選手権 | 12位 B  | 3位 B   | 2位 A   | 1位 A   |         |         |

### 詳細
| 2024-2025 シーズン    |                                                      |         |          |          |
| 開催日                | 大会名                                               | SP      | FS       | 結果     |
| 2025年3月25日 - 30日  | 2025年世界フィギュアスケート選手権（ボストン）       | 4 72.10 | 6 132.48 | 6 204.58 |
| 2025年2月18日 - 23日  | 2025年四大陸フィギュアスケート選手権（ソウル）       | 7 65.10 | 5 130.06 | 5 195.16 |
| 2024年12月19日 - 22日 | 第93回全日本フィギュアスケート選手権（門真）         | 4 71.05 | 3 135.35 | 3 206.40 |
| 2024年12月5日 - 8日   | 2024/2025 ISUグランプリファイナル（グルノーブル）    | 6 61.61 | 4 134.35 | 4 195.96 |
| 2024年11月1日 - 3日   | ISUグランプリシリーズ フランスグランプリ（アンジェ） | 3 66.98 | 1 139.10 | 2 206.08 |
| 2024年10月18日 - 20日 | ISUグランプリシリーズ スケートアメリカ（アレン）     | 4 66.12 | 1 130.81 | 1 196.93 |

| 2023-2024 シーズン    |                                                     |          |           |           |
| 開催日                | 大会名                                              | SP       | FS        | 結果      |
| 2023年12月20日 - 24日 | 第92回全日本フィギュアスケート選手権（長野）        | 15 57.97 | 11 122.70 | 12 180.67 |
| 2023年11月24日 - 26日 | ISUグランプリシリーズNHK杯（門真）                  | 11 52.18 | 8 113.51  | 9 165.69  |
| 2023年11月3日 - 5日   | ISUグランプリシリーズフランスグランプリ（アンジェ） | 6 60.29  | 4 129.73  | 5 190.02  |

| 2022-2023 シーズン   |                                                                |         |          |          |
| 開催日               | 大会名                                                         | SP      | FS       | 結果     |
| 2022年9月15日 - 18日 | ISUチャレンジャーシリーズ ロンバルディアトロフィー（ベルガモ） | 5 57.75 | 11 92.45 | 9 150.20 |

| 2021-2022 シーズン    |                                                      |         |           |           |
| 開催日                | 大会名                                               | SP      | FS        | 結果      |
| 2022年3月21日 - 27日  | 2022年世界フィギュアスケート選手権（モンペリエ）     | 7 67.03 | 12 121.12 | 11 188.15 |
| 2022年2月4日 - 20日   | 北京オリンピック（北京）                             | 4 73.51 | 5 140.93  | 4 214.44  |
| 2022年2月4日 - 20日   | 北京オリンピック 団体戦（北京）                      | 2 74.73 | -         | 2 団体    |
| 2021年12月22日 - 26日 | 第90回全日本フィギュアスケート選手権（さいたま）     | 2 74.66 | 2 147.12  | 2 221.78  |
| 2021年11月19日 - 21日 | ISUグランプリシリーズ フランス国際（グルノーブル）   | 6 63.87 | 3 141.04  | 3 204.91  |
| 2021年11月11日 - 14日 | ISUチャレンジャーシリーズ オーストリア杯（グラーツ） | 1 79.73 | 4 109.70  | 1 189.43  |
| 2021年10月29日 - 31日 | ISUグランプリシリーズ スケートカナダ（バンクーバー） | 5 69.41 | 5 135.86  | 6 205.27  |

| 2020-2021 シーズン    |                                                   |          |          |          |
| 開催日                | 大会名                                            | SP       | FS       | 結果     |
| 2020年12月24日 - 27日 | 第89回全日本フィギュアスケート選手権（長野）      | 13 61.53 | 8 133.51 | 7 195.04 |
| 2020年11月27日 - 29日 | 2020年NHK杯国際フィギュアスケート競技大会（門真） | 2 69.71  | 4 131.27 | 2 200.98 |

| 2019-2020 シーズン    |                                                        |         |          |          |
| 開催日                | 大会名                                                 | SP      | FS       | 結果     |
| 2020年2月4日 - 9日    | 2020年四大陸フィギュアスケート選手権（ソウル）         | 5 72.95 | 5 134.51 | 4 207.46 |
| 2019年12月19日 - 22日 | 第88回全日本フィギュアスケート選手権（東京）           | 4 68.10 | 2 138.51 | 2 206.61 |
| 2019年11月1日 - 3日   | ISUグランプリシリーズ フランス国際（グルノーブル）     | 5 64.78 | 7 109.34 | 6 174.12 |
| 2019年10月18日 - 20日 | ISUグランプリシリーズ スケートアメリカ（ラスベガス）   | 3 71.76 | 6 109.56 | 6 181.32 |
| 2019年9月13日 - 15日  | ISUチャレンジャーシリーズ ロンバルディア杯（ベルガモ） | 9 52.33 | 8 112.04 | 8 164.37 |

| 2018-2019 シーズン    |                                                            |         |          |          |
| 開催日                | 大会名                                                     | SP      | FS       | 結果     |
| 2019年2月21日 - 24日  | 2019年チャレンジカップ（ハーグ）                           | 4 62.70 | 2 123.54 | 3 186.24 |
| 2018年12月20日 - 24日 | 第87回全日本フィギュアスケート選手権（門真）               | 4 72.63 | 7 125.00 | 5 197.63 |
| 2018年10月26日 - 28日 | ISUグランプリシリーズ スケートカナダ（ラヴァル）           | 2 66.51 | 7 114.78 | 6 181.29 |
| 2018年9月20日 - 23日  | ISUチャレンジャーシリーズ オータムクラシック（オークビル） | 4 57.54 | 5 109.47 | 5 167.01 |

| 2017-2018 シーズン    |                                                                |         |          |          |
| 開催日                | 大会名                                                         | SP      | FS       | 結果     |
| 2018年3月19日 - 25日  | 2018年世界フィギュアスケート選手権（ミラノ）                   | 8 65.89 | 2 145.01 | 2 210.90 |
| 2018年2月22日 - 25日  | 2018年チャレンジカップ（ハーグ）                               | 1 69.25 | 1 134.69 | 1 203.94 |
| 2017年12月20日 - 24日 | 第86回全日本フィギュアスケート選手権（調布）                   | 4 68.93 | 5 138.03 | 4 206.96 |
| 2017年12月7日 - 10日  | 2017/2018 ISUグランプリファイナル（名古屋）                    | 5 73.26 | 6 128.85 | 6 202.11 |
| 2017年11月3日 - 5日   | ISUグランプリシリーズ 中国杯（北京）                           | 2 70.53 | 2 141.99 | 2 212.52 |
| 2017年10月20日 - 22日 | ISUグランプリシリーズ ロステレコム杯（モスクワ）               | 3 69.60 | 3 137.57 | 3 207.17 |
| 2017年9月14日 - 17日  | ISUチャレンジャーシリーズ ロンバルディアトロフィー（ベルガモ） | 1 74.26 | 2 143.37 | 2 217.63 |

| 2016-2017 シーズン     |                                                                |          |           |                   |
| 開催日                 | 大会名                                                         | SP       | FS        | 結果              |
| 2017年4月20日 - 23日   | 2017年世界フィギュアスケート国別対抗戦（東京）                 | 5 71.41  | 3 145.30  | 1 団体 （216.71） |
| 2017年3月27日 - 4月2日 | 2017年世界フィギュアスケート選手権（ヘルシンキ）               | 9 65.87  | 12 122.18 | 11 188.05         |
| 2017年2月14日 - 19日   | 2017年四大陸フィギュアスケート選手権（江陵）                   | 10 58.83 | 9 113.22  | 9 172.05          |
| 2016年12月22日 - 25日  | 第85回全日本フィギュアスケート選手権（門真）                   | 3 68.74  | 4 130.75  | 2 199.49          |
| 2016年11月25日 - 27日  | ISUグランプリシリーズ NHK杯（札幌）                            | 5 62.58  | 4 122.81  | 4 185.39          |
| 2016年11月11日 - 13日  | ISUグランプリシリーズ フランス杯（パリ）                       | 5 65.02  | 3 129.46  | 3 194.48          |
| 2016年9月8日 - 11日    | ISUチャレンジャーシリーズ ロンバルディアトロフィー（ベルガモ） | 1 66.66  | 3 112.20  | 1 178.86          |

| 2015-2016 シーズン    |                                                            |         |          |          |
| 開催日                | 大会名                                                     | SP      | FS       | 結果     |
| 2016年3月14日 - 20日  | 2016年世界ジュニアフィギュアスケート選手権（デブレツェン） | 5 58.08 | 2 125.65 | 3 183.73 |
| 2015年12月24日 - 27日 | 第84回全日本フィギュアスケート選手権（札幌）               | 3 67.48 | 3 127.87 | 2 195.35 |
| 2015年11月21日 - 23日 | 第84回全日本フィギュアスケートジュニア選手権（ひたちなか） | 1 66.83 | 1 122.40 | 1 189.23 |
| 2015年10月7日 - 10日  | ISUジュニアグランプリ クロアチア杯（ザグレブ）             | 1 60.77 | 2 114.29 | 2 175.06 |
| 2015年9月9日 - 13日   | ISUジュニアグランプリ オーストリア杯（リンツ）             | 8 46.55 | 4 110.24 | 5 156.79 |

| 2014-2015 シーズン    |                                                                |         |          |          |
| 開催日                | 大会名                                                         | SP      | FS       | 結果     |
| 2015年3月2日 - 8日    | 2015年世界ジュニアフィギュアスケート選手権（タリン）           | 3 61.27 | 2 124.30 | 3 185.57 |
| 2014年12月25日 - 28日 | 第83回全日本フィギュアスケート選手権（長野）                   | 3 64.35 | 3 117.47 | 3 181.82 |
| 2014年12月11日 - 14日 | 2014/2015 ISUジュニアグランプリファイナル（バルセロナ）        | 5 60.37 | 3 117.72 | 3 178.09 |
| 2014年11月22日 - 24日 | 第83回全日本フィギュアスケートジュニア選手権（新潟）           | 1 63.98 | 1 123.97 | 1 187.95 |
| 2014年10月1日 - 5日   | ISUジュニアグランプリ ブラエオン・シュベルター杯（ドレスデン） | 1 58.99 | 1 117.15 | 1 176.14 |
| 2014年9月3日 - 6日    | ISUジュニアグランプリ チェコスケート（オストラヴァ）           | 5 52.75 | 1 116.93 | 2 169.68 |
| 2014年8月6日 - 10日   | 2014年アジアフィギュア杯 ジュニアクラス（台北）                | 2 57.05 | 1 109.85 | 1 166.90 |

| 2013-2014 シーズン    |                                                                      |          |          |          |
| 開催日                | 大会名                                                               | SP       | FS       | 結果     |
| 2014年3月6日 - 9日    | 2014年チャレンジカップ ノービスクラス（ハーグ）                      | 1 40.35  | 1 90.74  | 1 131.09 |
| 2013年11月22日 - 24日 | 第82回全日本フィギュアスケートジュニア選手権（名古屋）               | 19 42.37 | 6 100.44 | 8 142.81 |
| 2013年10月25日 - 27日 | 第17回全日本フィギュアスケートノービス選手権 Aクラス（ひたちなか市） |          | 1 103.52 | 1 103.52 |
| 2013年8月8日 - 11日   | 2013年アジアフィギュア杯 ノービスクラス（バンコク）                  | 3 31.73  | 1 72.57  | 1 104.30 |

| 2012-2013 シーズン    |                                                                |         |         |          |
| 開催日                | 大会名                                                         | SP      | FS      | 結果     |
| 2013年2月21日 - 24日  | 2013年チャレンジカップ ノービスクラス（ハーグ）                | 1 41.30 | 1 75.13 | 1 116.43 |
| 2012年11月16日 - 18日 | 第81回全日本フィギュアスケートジュニア選手権（西東京）         | 6 51.20 | 9 91.88 | 7 143.08 |
| 2012年10月26日 - 28日 | 第16回全日本フィギュアスケートノービス選手権 Aクラス（京都市） |         | 2 88.08 | 2 88.08  |
| 2012年8月7日 - 12日   | 2012年アジアフィギュア杯 ノービスクラス（台北）                | 1 43.06 | 2 64.49 | 2 107.55 |

| 2011-2012 シーズン    |                                                                  |         |         |          |
| 開催日                | 大会名                                                           | SP      | FS      | 結果     |
| 2012年4月12日 - 15日  | 2012年ガルデナスプリング杯 ノービスクラス（ハーグ）              | 1 45.56 | 1 63.51 | 1 109.07 |
| 2011年10月28日 - 30日 | 第15回全日本フィギュアスケートノービス選手権 Bクラス（西東京市） |         | 3 68.91 | 3 68.91  |

| 2010-2011 シーズン    |                                                                |    |          |          |
| 開催日                | 大会名                                                         | SP | FS       | 結果     |
| 2010年10月29日 - 31日 | 第14回全日本フィギュアスケートノービス選手権 Bクラス（千葉市） |    | 12 55.57 | 12 55.57 |

## プログラム使用曲
| シーズン | ショートプログラム | フリースケーティング | エキシビション |
| -------- | --- | --- | --- |
| 2024–25  | 映画『DUNE/デューン 砂の惑星』 『デューン 砂の惑星PART2』より Herald of the Change Worm Ride Worm Army 曲：ハンス・ジマー 振付：ジェフリー・バトル | ・Nature Boy 作曲：ナット・キング・コール 演奏：AURORA ・Running Up That Hill 作曲：ケイト・ブッシュ 演奏：Krutikov Music 振付：シェイ＝リーン・ボーン | Primavera 曲：ルドヴィコ・エイナウディ |
| 2023–24  | Never Tear Us Apart 曲：Bishop Briggs 振付：シェイ＝リーン・ボーン                                                                                 | Fix You / Paradise 曲：コールドプレイ 振付：シェイ＝リーン・ボーン | Love on the Brain 曲：Madilyn |
| 2022–23  | Never Tear Us Apart 曲：Bishop Briggs 振付：シェイ＝リーン・ボーン                                                                                 | ・Hable con ella （映画『トーク・トゥ・ハー』より） 作曲：アルベルト・イグレシアス ・Créditos - La Identidad Inaccesible （映画『私が、生きる肌』より） 作曲：アルベルト・イグレシアス ・Le di a la caza alcance 曲：Estrella Morente 振付：シェイ＝リーン・ボーン | |
| 2021–22  | Your Song 曲：エリー・ゴールディング 振付：シェイ＝リーン・ボーン                                                                                  | ・Spirit （映画『ライオン・キング』より） 曲：ビヨンセ ・Grasslands Chant （ミュージカル『ライオン・キング』より） 作曲：Lebo M.、ハンス・ジマー ・Stampede ・Remember （映画『ライオン・キング』より） 作曲：ハンス・ジマー 振付：シェイ＝リーン・ボーン          | プリマベーラ 曲： ルドヴィコ・エイナウディ 振付：ジェフリー・バトル                                                                                        |
| 2020–21  | Bird Set Free 曲： シーア 振付：シェイ＝リーン・ボーン                                                                                             | Poeta 曲：ビセンテ・アミーゴ 振付：マッシモ・スカリ | OMG 作曲：SUSHIBOYSAnd I Am Telling You I'm Not Going 映画『ドリームガールズ』より ボーカル：ジェニファー・ハドソン 振付：ジェフリー・バトル               |
| 2019–20  | Bird Set Free 曲： シーア 振付：シェイ＝リーン・ボーン                                                                                             | Poeta 曲：ビセンテ・アミーゴ 振付：マッシモ・スカリ | And I Am Telling You I'm Not Going 映画『ドリームガールズ』より ボーカル：ジェニファー・ハドソン 振付：ジェフリー・バトル                                  |
| 2018–19  | エナージア ボーカル：ソフィー・タッカー 振付：シェイ＝リーン・ボーン                                                                               | ヴァイオリン協奏曲「四季」より 作曲：アントニオ・ヴィヴァルディ 振付：シェイ＝リーン・ボーン 愛の讃歌 作曲：マルグリット・モノー 振付：佐藤有香 | マイケル・ジャクソンメドレー 振付：ブノワ・リショー |
| 2017–18  | バレエ『ドン・キホーテ』より ジプシーダンス 作曲：レオン・ミンクス 振付：マッシモ・スカリ                                                          | 映画『007 スカイフォール』より スカイフォール 作曲：アデル 振付：シェイ＝リーン・ボーン | ハレルヤ 作曲：ペンタトニックス 振付：望月梨早 |
| 2016–17  | 映画『ラ・カリファ』より 作曲：エンリコ・モリコーネ 振付：シェイ＝リーン・ボーン                                                                   | シェヘラザード 作曲：ニコライ・リムスキー＝コルサコフ 振付：マッシモ・スカリ | 白夜を行く テレビドラマ『白夜行』サウンドトラックより 作曲：河野伸 振付：阿部奈々美                                                                        |
| 2015–16  | マンボー・ファンタジー 作曲：アルデマーロ・ロメロ 振付：阿部奈々美                                                                                 | 映画『マスク・オブ・ゾロ』より 作曲：ジェームズ・ホーナー 振付：佐藤紀子 | You Can't Stop the Beat ミュージカル『ヘアスプレー』より 作曲：マーク・シャイマンAll About That Bass 曲：メーガン・トレイナー 振付：シェイ＝リーン・ボーン |
| 2014–15  | 愛しみのチャルダッシュ 作曲：古澤巌 振付：佐藤紀子                                                                                                 | ピアノ協奏曲 作曲：ジョージ・ガーシュウィン 振付：阿部奈々美 | Somewhere Only We Know ボーカル：リリー・アレン |

## 受賞歴
- ビッグスポーツ特別賞（2017年、2022年[72]）
- 上月スポーツ賞（2022年[73]）
- 明治大学特別功労賞（2022年[74]）
- 東京都都民スポーツ大賞（2022年[75]）
- 新宿区スポーツ栄誉賞（2022年[76]）